# Telelés Grönlandban
A Telelés Grönlandban Jules Verne korai novellája. Először a Musée des Familles folyóiratban jelent meg az 1855. áprilisi (22. évfolyam. 6. szám) és májusi (22. évfolyam. 7. szám) számban. A novella bekerült az egyetlen, Verne életében megjelent novellagyűjteménybe, amelyet Pierre-Jules Hetzel adott ki 1874. április 27-én Ox doktor (Le Docteur Ox) címmel. A könyvben megtalálható novellák: az Ox doktor, a Zakariás mester, a Dráma a levegőben és a Telelés Grönlandban Jules Vernétől, és a Quarantième ascension française au mont Blanc-ot Verne öccsétől, Paul Verne-től. Verne, szokásához híven, az újraközlés előtt igazított írásán.

## Tartalom
|  | Alább a cselekmény részletei következnek! |

Dunkerque kikötővárosban Jean Cornbutte, az öreg kapitány a Jeune-Hardie hajó visszatérésének örvend, ezen szolgál fia, Lajos. Unokahúga, Mari is boldog, hiszen ő Lajos menyasszonya. Barátaikkal a kikötőbe sietnek, ahol lesújtó hír fogadja őket: Lajos odaveszett az Északi-tengeren tett úton. André Vasling másodkapitány meséli el a borzalmas történetet. A Maëlstrom-örvény közelében a Jeune-Hardie legénysége vészjelzéseket vett észre. A kapitány és két matróza csónakba szállva indulnak segítségére, de nem térnek vissza. Napokon át keresték őket, a bajba került hajót, de nem találtak semmit.
A kapitány apja nem hajlandó belenyugodni a veszteségbe, szerinte a fia él. Összeállít egy kutatócsapatot fia barátaiból, a Jeune-Hardie legénysége egy emberként csatlakozik. Mari is ott van a fedélzeten. Fárasztó keresés kezdődik. Keresés közben Vasling egyre inkább oly színben tűnik fel, mint akinek kapóra jött Lajos eltűnése, majdnem nyíltan udvarol Marinak. Számos hányattatást követően nyomra akadnak, a vészjelzést leadott Froöern hajó legénységéből rálelnek Lajosra és két norvég matrózra. Ők a túlélők.
A környezeti viszonyok – jég, hideg, élelemhiány, fűtőanyaghiány – romlásával arányban fokozódik az ellentét Lajos és Vasling között. Vasling a két norvég segítségével a mások élete árán való túlélésért és Mari kezéért küzd, Mari azonban hű Lajoshoz. A végső összecsapásukat jegesmedvék támadása szakítja meg, a medvék mások mellett Vaslingot megölik. Az öreg Jean Cornbutte szívszélhűdést kap és meghal, így nem lehet jelen az ifjú pár dunkerque-i esküvőjén, ahová az áttelelt Jeune-Hardie hajón érkeznek meg.
|  | Itt a vége a cselekmény részletezésének! |

## Fejezetek
1. fejezet A fekete lobogó.
2. fejezet Jean Cornbutte terve.
3. fejezet Reménysugár.
4. fejezet A tengerszorosokban.
5. fejezet A Liverpool-sziget.
6. fejezet A jégmező rianása.
7. fejezet Előkészületek a telelésre.
8. fejezet Tervek a kirándulásra.
9. fejezet A hóból rakott ház.
10. fejezet Elevenen eltemetve.
11. fejezet A füstoszlop.
12. fejezet Visszatérés a hajóhoz.
13. fejezet A két vetélytárs.
14. fejezet A végső nyomorúság.
15. fejezet A jeges-medvék.
16. fejezet Befejezés.

## Értékelés
„Egy hétvégi kirándulás az Északi-tengert láttatta meg a nagyon is szárazföldivé vált Verne-nel. Rajongásának gyümölcse a Hatteras kapitány előfutárja: Un hiver dans les glaces, histoire de deux fiancés dunherquois (1855). A szép Marié, mint később Mrs. Branican, eltűnt vőlegénye, Louis Cornbutte keresésére indul. Vele megy Louis vetélytársa, a hollandi André Vasling is. Nagy szenvedések — jégrianás, behavazás, skorbut — után megtalálják Louist, s a két vetélytárs közt küzdelemre kerül a sor. Ennek — költői igazságszolgáltatásként — egy jegesmedve vet véget, aki a hollandust megöli. A többi medvék is megteszik kötelességüket a lázadó matrózok felkoncolásával.”

– Hankiss János

## Szereplők
- Jean Cornbutte
- Mari, Jean unokahúga, Lajos jegyese
- Lajos Cornbutte, a Jeune-Hardie kapitánya
- André Vasling, a Jeune-Hardie másodkapitánya
- Cortrois, a Jeune-Hardie kormányosa
- Pierre Nouquet, a Jeune-Hardie kormányosa
- Fidèle Misonne, a Jeune-Hardie hajóácsa
- Gervique, a Jeune-Hardie matróza
- Gradlin, a Jeune-Hardie matróza
- Penellan, a Jeune-Hardie matróza
- Alain Turquiette, a Jeune-Hardie matróza
- Aupic, a Jeune-Hardie matróza
- Herming, a Froöern hajótörött matróza
- Jocki, a Froöern hajótörött matróza
- jegesmedvék

## Érdekességek
- Verne-nél a hollandok a jók és rosszak közt egyaránt megtalálhatók. Ebben a novellában André Vasling a negatív főhős, a A két Kip testvérben viszont holland a drámai áldozat. A Kéraban, a vasfejű regényben a kényelem, a jóltápláltság, a nyárspolgáriasság jellemzi a holland Van Mittent és Brúnót.
- Már regényekben is mindent megtesznek szeretteikért a szereplők:  Branicanné asszony, Grant kapitány gyermekei.
- Nemcsak hasonló környezetben folyik más Verne-regényekben – Hatteras kapitány, Jégszfinx, César Cascabel, Cetvadászok és A prémvadászok – a küzdelem a túlélésért, de hasonló kalandok is esnek meg: élelemhiány, fűtőanyaghiány, fagyás, jégkunyhó építése, jégkunyhó összeomlása, jégkunyhó olvadása, jegesmedve-támadás...
- A Lajosék csónakját elragadó tengerörvény, a Malström a Nemo kapitány regényben is felbukkan:

- A Malström! A Malström! - kiáltozták.
A Malström! Rettenetesebb szó nem üthette meg fülünket ebben a mindennél rettenetesebb helyzetben. A norvég part legveszedelmesebb szakaszán járunk! S a Nautilust abban a pillanatban ragadja el az örvénylő áramlat, amikor csónakunk elszakadni készül a hajótól!
Tudjuk, hogy dagály idején a Vaeröy- és Lofoten-szigetek közé szorult víz irtózatos erővel tombol.
Egyetlen hajó sem szabadult ki eddig az örvénylő kavargásból!
A látóhatár minden pontjáról szörnyű hullámok törtek ránk. Hatalmas örvényben futottak össze - joggal nevezték el a Malströmöt „az óceán köldökének”. Ez az örvény tizenöt kilométer távolságból szívja magához a hajókat. S nemcsak a hajókat, hanem a bálnákat és az északi sarkvidék jegesmedvéit is.

## Magyar kiadások
- Doktor Ox kísérlete,[3] Athenaeum, Budapest, 1875[4]
- Ox doktor eszméje,[5] fordító: Zempléni P. Gyula, Eisler, Budapest, 1892, a Verne Gyula összegyűjtött munkái sorozat részeként.[4]
- Doktor Ox theóriája,[6] Zigány Árpád, Franklin, Budapest, 1903, a Verne Gyula összes munkái sorozat részeként.[4]